# Zoltán Peskó
Zoltán Peskó (Budapeste, 15 de março de 1937 — Budapeste, 31 de março de 2020) foi um maestro e compositor húngaro.

## Biografia
Zoltán Pesko completou os seus estudos em sua cidade natal e trabalhou como maestro e compositor de música do Teatro Nacional da Hungria. Em janeiro de 1964 participou em master classes na Itália e na Suíça. Aluno de composição de Goffredo Petrassi, e de realização de Franco Ferrara, na Accademia di Santa Cecilia, após o que estudou em Basileia em 1965 com Pierre Boulez. Entre 1966 e 1973 trabalhou na Deutsche Oper de Berlim.
A sua estreia no La Scala foi em 1970 (realizou, "Ulysses", de Dallapiccola, com o Anjo de Fogo de Prokofiev e La finta giardiniera de Mozart. Foi Diretor Musical da Orquestra Sinfónica Portuguesa do Teatro Nacional de São Carlos, Lisboa.
Morreu no dia 31 de março de 2020, aos 83 anos.